# ماریو بولیات
ماریو بولیات (کرواتی: Mario Boljat؛ زادهٔ ۳۱ اوت ۱۹۵۱ - ۱ ژانویهٔ ۲۰۲۴) بازیکن فوتبال اهل یوگسلاوی بود.
از باشگاه‌هایی که در آن بازی کرده‌است می‌توان به باشگاه فوتبال شالکه ۰۴ و باشگاه فوتبال هایدوک اسپلیت اشاره کرد.
وی همچنین در تیم ملی فوتبال یوگسلاوی بازی کرده‌است.